# Краснов, Иван Козьмич
Ива́н Козьми́ч Красно́в (1752 (по другим сведениям, 1753), станица Букановская, Область Войска Донского — 25 августа (6 сентября)  1812 года, близ Бородино, Можайский уезд, Московская губерния) — генерал-майор из донских казаков, участник Отечественной войны 1812 года. Родоначальник генеральского рода Красновых, отец генерал-лейтенанта Ивана Ивановича Краснова. В армейских формулярах числился как Краснов 1-й.

## Биография
Родился в 1752 году в станице Букановской, происходил из Донской области. Службу начал в 1773 году рядовым казаком в полку Коршина; будучи грамотным и развитым, он скоро получил звание полкового писаря. Принимал участие в первой турецкой войне. В 1781 году был произведён в сотники, в 1785 году — в поручики.
Участвуя затем во второй турецкой войне в полку Пантелеева, Краснов особенно отличился 1 (12) октября 1787 года, во время Кинбурнского боя, когда, состоя ординарцем при Суворове, был послан последним к одному из батальонов с приказанием идти в атаку; прискакав к батальону, Краснов узнал, что все офицеры ранены и перебиты, и некому передать приказа. «Друзья! — воскликнул Краснов, — Суворов приказал ударить в штыки! Ура!» — и, выхватив саблю, повёл лично батальон в атаку; рана в ногу пулей не остановила его, он довёл атаку до конца и сбросил турок в море. Наградой ему за это дело был чин капитана.
В 1788 году Краснов с небольшим отрядом совершил поиск к Бендерам; по тонкому льду он переправился через Днестр, внезапно напал на турок и уничтожил их сторожевую команду, а затем на Дунае, подстерёгши турецкое судно, напал на него со своими казаками, посаженными на плоты, и овладел им.
Произведённый в секунд-майоры, Краснов в 1790 году участвовал в штурме Измаила и, находясь в колонне Платова, взял три орудия; в бою у Мачина он взял с бою два знамени, за что получил золотую медаль на Георгиевской ленте с портретом Императрицы.
С таким же успехом он действовал в 1792 году против конфедератов и в 1794 году против Костюшко. При местечке Мурафе разбил 3 эскадрона польской конницы и снова был ранен в ногу; затем при Полонцах он разбил 7 польских эскадронов и 300 человек пехоты.
1 (12) января 1795 года был награждён орденом св. Георгия 4-й степени (№ 568 по кавалерскому списку Судравского и № 1189 по списку Григоровича — Степанова)
Во всемилостивейшем уважении на усердную службу и отличное мужество, оказанное 24-го октября при взятии приступом сильно укрепленного Варшавского предместия, именуемого Прага, где атаковал часть пехоты и отбил пушку.
В 1797 году произведён в полковники и в 1798 г., командуя в звании походного атамана пяти донских казачьих полков, содержал кордоны на границе Молдавии и Австрии, при этом не допустил чуму в Россию и 8 (19) марта 1799 года был произведён в генерал-майоры. Также он был награждён орденами св. Анны 2-й степени с алмазными знаками и св. Иоанна Иерусалимского (Мальтийским крестом, высшим орденом России при Павле I). В конце правления Павла Краснов попал в опалу и был уволен в отставку (1799). 
17 (29) сентября 1803 года Краснов получил чин генерал-майора и был назначен войсковым атаманом новообразованного Бугского казачьего войска на Южном Буге. В 1806 году был «отрешён от команды» и находился под следствием. 26 марта (7 апреля)  1808 года по докладу Генерал-аудиториата отставлен от должности с формулировкой «впредь ни к каким делам не употреблять».
22 марта (3 апреля)  1812 года по прошению генерала М. И. Платова Краснов был определён к иррегулярным войскам 1-й Западной армии (казачьему корпусу Платова). С началом Отечественной войны корпус Платова был отрезан от войск 1-й армии и находился в составе 2-й Западной армии под командованием Багратиона. Краснов принял начальство над девятью донскими казачьими полками и отличился с ними в боях при Поречье, Романовом и Смоленском. В сражении под Миром Краснов взял в плен двух штаб-офицеров и 218 рядовых. 
24 августа (5 сентября)  1812 года, накануне Бородинского сражения, Краснов находился в центральном арьергарде генерала Коновницына, командуя бригадой донских казаков. В арьергардном бою у Колоцкого монастыря французское ядро разбило ему уже дважды раненную правую ногу. Генералу ампутировали ногу (в присутствии Платова), но через 14 часов он умер в палатке последнего на Бородинском поле. «Отражай врагов, — были его предсмертные слова, сказанные им своему соратнику, есаулу Галдину, — а я умру радостно, услыша, что враг побеждён».
Похоронен 27 августа (8 сентября)  1812 года в Донском монастыре в Москве при большом стечении народа. Краснов был единственным казачьим генералом, погибшим в Отечественную войну 1812 года.

## Награды и память
Среди прочих наград Краснов имел орден св. Владимира 4-й степени с бантом, кресты за Измаил и Прагу и золотую саблю с надписью «За храбрость».
26 августа (8 сентября)  1904 года Иван Козьмич Краснов был назван вечным шефом 15-го Донского казачьего полка, который стал именоваться «15-й Донской казачий генерала Краснова полк».

### Семья
Иван Козьмич был женат на Пелагее Артамоновне, и на 1798 год у них были дети:
- Федосья — 28-ми лет,
- Марфа — 24-х лет,
- Краснов, Иван Иванович (1776—1824 гг.)[3] — отставка по болезни с чином полковника и мундиром 15 января 1819 г. Жена — Мавра Гавриловна. У них было три сына и четыре дочери, из которых известно только имя старшей:
  - Краснова, Анна Ивановна (род. 1797 г.),
  - Краснов Иван Иванович (1800—1871)
  - Краснов, Иван Иванович (род. 1799 г.), умер бездетным,
  - Краснов, Семён Иванович (род. 1809 г.).